# Lista chorążych reprezentacji Czarnogóry na igrzyskach olimpijskich
Lista chorążych reprezentacji Czarnogóry na igrzyskach olimpijskich – lista zawodników i zawodniczek reprezentacji Czarnogóry, którzy podczas ceremonii otwarcia nowożytnych igrzysk olimpijskich nieśli flagę Czarnogóry.

## Chronologiczna lista chorążych
| Lp. | Rok i miejsce        | Chorąży           | Dyscyplina            |
| --- | -------------------- | ----------------- | --------------------- |
| 1   | 2008, Pekin          | Veljko Uskoković  | Piłka wodna           |
| 2   | 2010, Vancouver      | Bojan Kosić       | Narciarstwo alpejskie |
| 3   | 2012, Londyn         | Srđan Mrvaljević  | Judo                  |
| 4   | 2014, Soczi          | Tarik Hadžić      | Narciarstwo alpejskie |
| 5   | 2016, Rio de Janeiro | Bojana Popović    | Piłka ręczna          |
| 6   | 2018, Pjongczang     | Jelena Vujičić    | Narciarstwo alpejskie |
| 7   | 2020, Tokio          | Jovanka Radičević | Piłka ręczna          |
| 7   | 2020, Tokio          | Draško Brguljan   | Piłka wodna           |